# بطولة أوروبا لألعاب القوى 2024 – سباق 100 متر للسيدات
أقيمت منافسات سباق 100 متر للسيدات في بطولة أوروبا لألعاب القوى 2024 في ملعب أولمبيكو في روما، إيطاليا يومي 08 و 09 يونيو. فازت البريطانية دينا آشر سميث بسباق 100 متر للسيدات في اليوم الثالث من بطولة أوروبا لألعاب القوى 2024 بعد سجلت وقتًا قدره 10.99 ثانية لتحصد أول لقب كبير لها منذ فوزها بسباق 200 متر للسيدات في بطولة العالم لألعاب القوى 2019.
خلف آشر سميث كان السباق على المركز الثاني متقاربًا بشكل خاص. حيث تفوقت البولندية إيوا سوبودا على الإيطالية زينب دوسو في خط النهاية وأنهت كل منهما السباق في زمن قدره 11.03 ثانية واضطرتا إلى الانتظار حتى نهاية السباق بفارق زمني ضئيل.
وخسرت باتريزيا فان دير ويكين من لوكسمبورج الصعود لمنصة التتويج ضمن المركز الثالث بفارق قليل وأنهت السباق بزمن قدره 11.04 ثانية، بينما احتلت بطلة أوروبا 2022 جينا لوكينكيمبر المركز الخامس بزمن قدره 11.07 ثانية.

## الجدول الزمني
جميع الأوقات هي أوقات محلية (UTC+2)
| التاريخ       | الوقت | الجولة        |
| ------------- | ----- | ------------- |
| 08 يونيو 2024 | 10:50 | الجولة الأولى |
| 09 يونيو 2024 | 21:05 | نصف النهائي   |
| 09 يونيو 2024 | 22:53 | النهائي       |

## السجلات
| الأرقام القياسية قبل بطولة أوروبا لألعاب القوى 2024 | الأرقام القياسية قبل بطولة أوروبا لألعاب القوى 2024 | الأرقام القياسية قبل بطولة أوروبا لألعاب القوى 2024 | الأرقام القياسية قبل بطولة أوروبا لألعاب القوى 2024 | الأرقام القياسية قبل بطولة أوروبا لألعاب القوى 2024 |
| --------------------------------------------------- | --------------------------------------------------- | --------------------------------------------------- | --------------------------------------------------- | --------------------------------------------------- |
| الرقم القياسي العالمي                               | فلورنس جريفث-جوينر (الولايات المتحدة الأمريكية)     | 10.49                                               | إنديانابوليس، الولايات المتحدة                      | 16 يوليو 1988                                       |
| الرقم القياسي الأوروبي                              | كريستين آرون (فرنسا)                                | 10.73                                               | بودابست، المجر                                      | 19 أغسطس 1998                                       |
| سجل البطولة                                         | كريستين آرون (فرنسا)                                | 10.73                                               | بودابست، المجر                                      | 19 أغسطس 1998                                       |
| الرقم الرائد عالميًا                                 | جاسيوس سيرز (الولايات المتحدة الأمريكية)            | 10.77                                               | جينسفيل، الولايات المتحدة                           | 13 أبريل 2024                                       |
| الرقم الرائد في أوروبا                              | داريل نيتا (بريطانيا العظمى)                        | 10.98                                               | الدوحة، قطر                                         | 10 مايو 2024                                        |
| الرقم الرائد في أوروبا                              | دينا آشر سميث (بريطانيا العظمى)                     | 10.98                                               | يوجين، الولايات المتحدة                             | 25 مايو 2024                                        |

## النتائج

### الجولة الأولى
تأهل أسرع 14 متسابقة إلى الدور نصف النهائي. وتم إعفاء أفضل 10 متسابقات من الدور نصف النهائي.

#### تصفيات الجولة الأولى
نتائج تصفيات الجولة الأولى من سباق 100 متر للسيدات.
| المركز             | المسار             | الرياضية            | البلد              | الوقت          | الملاحظات      |
| ------------------ | ------------------ | ------------------- | ------------------ | -------------- | -------------- |
| 1                  | 7                  | راني روسيوس         | بلجيكا             | 11.20          | q, SB          |
| 2                  | 5                  | جيرالدين فراي       | سويسرا             | 11.25          | q              |
| 3                  | 8                  | أوليفيا فوتوبولو    | قبرص               | 11.27          | q              |
| 4                  | 4                  | جينيفر مونتاغ       | ألمانيا            | 11.31          | q, SB          |
| 5                  | 2                  | لوتا كيمبينين       | فنلندا             | 11.32          | q, PB          |
| 6                  | 6                  | لورين دوركاس بازولو | البرتغال           | 11.35          | q              |
| 7                  | 9                  | أليساندرا جاسباريلي | سان مارينو         | 11.60          | =SB            |
| 8                  | 3                  | غايان شيلويان       | أرمينيا            | 11.98          |                |
| اتجاه وسرعة الرياح | اتجاه وسرعة الرياح | اتجاه وسرعة الرياح  | اتجاه وسرعة الرياح | +0.4 متر/ثانية | +0.4 متر/ثانية |

#### تصفيات الجولة الثانية
نتائج تصفيات الجولة الثانية من سباق 100 متر للسيدات.
| المركز             | المسار             | الرياضية            | البلد              | الوقت          | الملاحظات      |
| ------------------ | ------------------ | ------------------- | ------------------ | -------------- | -------------- |
| 1                  | 7                  | ليزا ماير           | ألمانيا            | 11.20          | q              |
| 2                  | 6                  | ديلفين نكانسا       | بلجيكا             | 11.28          | q, SB          |
| 3                  | 8                  | آنا بونجورني        | إيطاليا            | 11.35          | q, SB          |
| 4                  | 9                  | ماريا إيزابيل بيريز | إسبانيا            | 11.41          | q              |
| 5                  | 3                  | ديميترا تسوكالا     | اليونان            | 11.48          | R              |
| 6                  | 5                  | إليتش إيفانا        | صربيا              | 11.62          |                |
| 7                  | 4                  | أرياليس غاندولا     | البرتغال           | 11.65          | SB             |
| 8                  | 2                  | ماري شارلوت غاستو   | موناكو             | 12.52          | =PB            |
| اتجاه وسرعة الرياح | اتجاه وسرعة الرياح | اتجاه وسرعة الرياح  | اتجاه وسرعة الرياح | +0.4 متر/ثانية | +0.4 متر/ثانية |

#### تصفيات الجولة الثالثة
نتائج تصفيات الجولة الثالثة من سباق 100 متر للسيدات.
| المركز             | المسار             | الرياضية            | البلد              | الوقت          | الملاحظات      |
| ------------------ | ------------------ | ------------------- | ------------------ | -------------- | -------------- |
| 1                  | 2                  | بولينيكي إيمانوليدو | اليونان            | 11.21          | q, =PB         |
| 2                  | 3                  | إيمي هانت           | بريطانيا العظمى    | 11.26          | q              |
| 3                  | 4                  | جوليا هنريكسون      | السويد             | 11.31          | q              |
| 4                  | 8                  | كارولينا ماناسوفا   | جمهورية التشيك     | 11.45          | q              |
| 5                  | 5                  | فيكتوريا فورستر     | سلوفاكيا           | 11.50          | R              |
| 6                  | 7                  | ماغدالينا ليندنر    | النمسا             | 11.52          |                |
| 8                  | 6                  | روزالينا سانتوس     | البرتغال           | 11.62          |                |
| اتجاه وسرعة الرياح | اتجاه وسرعة الرياح | اتجاه وسرعة الرياح  | اتجاه وسرعة الرياح | +0.1 متر/ثانية | +0.1 متر/ثانية |

### الدور نصف النهائي
يتأهل أول متسابقتين في كل جولة وثم أسرع متسابقات في الجولة إلى النهائي.

#### نصف النهائي الأول
نتائج تصفيات الجولة نصف النهائي الأول من سباق 100 متر للسيدات.
| المركز             | المسار             | الرياضية            | البلد              | الوقت          | الملاحظات      |
| ------------------ | ------------------ | ------------------- | ------------------ | -------------- | -------------- |
| 1                  | 6                  | إيفا سوبودا*        | بولندا             | 11.02          | Q, SB          |
| 2                  | 5                  | جينا لوكنكيمبر*     | ألمانيا            | 11.06          | Q, =SB         |
| 3                  | 4                  | إيمي هانت           | بريطانيا العظمى    | 11.13          | q              |
| 4                  | 8                  | بولينيكي إيمانوليدو | اليونان            | 11.21          |                |
| 5                  | 3                  | راني روسيوس         | بلجيكا             | 11.25          |                |
| 6                  | 7                  | جيرالدين فراي       | سويسرا             | 11.29          |                |
| 7                  | 9                  | آنا بونجورني        | إيطاليا            | 11.32          | SB             |
| 8                  | 2                  | أوليفيا فوتوبولو    | قبرص               | 11.40          |                |
| اتجاه وسرعة الرياح | اتجاه وسرعة الرياح | اتجاه وسرعة الرياح  | اتجاه وسرعة الرياح | +0.7 متر/ثانية | +0.7 متر/ثانية |

#### نصف النهائي الثاني
نتائج تصفيات الجولة نصف النهائي الثاني من سباق 100 متر للسيدات.
| المركز             | المسار             | الرياضية            | البلد              | الوقت          | الملاحظات      |
| ------------------ | ------------------ | ------------------- | ------------------ | -------------- | -------------- |
| 1                  | 5                  | دينا آشر سميث*      | بريطانيا العظمى    | 10.96          | Q, EL          |
| 6                  | 7                  | جيميما جوزيف*       | فرنسا              | 11.06          | Q              |
| 7                  | 6                  | موجينجا كامبوندجي*  | سويسرا             | 11.09          | q, SB          |
| 12                 | 8                  | ديلفين نكانسا       | بلجيكا             | 11.21          | PB             |
| 17                 | 9                  | لورين دوركاس بازولو | البرتغال           | 11.32          |                |
| 19                 | 4                  | ريبيكا هاس*         | ألمانيا            | 11.35          |                |
| 21                 | 3                  | ماريا إيزابيل بيريز | إسبانيا            | 11.41          |                |
| 22                 | 2                  | لوتا كيمبينين       | فنلندا             | 11.44          |                |
| اتجاه وسرعة الرياح | اتجاه وسرعة الرياح | اتجاه وسرعة الرياح  | اتجاه وسرعة الرياح | +0.7 متر/ثانية | +0.7 متر/ثانية |

#### نصف النهائي الثالث
نتائج تصفيات الجولة نصف النهائي الثالث من سباق 100 متر للسيدات.
| المركز             | المسار             | الرياضية                | البلد              | الوقت          | الملاحظات      |
| ------------------ | ------------------ | ----------------------- | ------------------ | -------------- | -------------- |
| 2                  | 5                  | باتريسيا فان دير فيكين* | لوكسمبورغ          | 11.00          | Q, NR          |
| 3                  | 6                  | زينب دوسو*              | إيطاليا            | 11.01          | Q, NR          |
| 9                  | 7                  | بوغلاركا تاكاس*         | المجر              | 11.16          |                |
| 10                 | 9                  | كارولينا ماناسوفا       | جمهورية التشيك     | 11.17          | NU23R          |
| 14                 | 3                  | جوليا هنريكسون          | السويد             | 11.27          |                |
| 15                 | 4                  | سالومي كورا ‏*           | سويسرا             | 11.29          |                |
| 23                 | 8                  | ديميترا تسوكالا         | اليونان            | 11.44          |                |
|                    | 2                  | فيكتوريا فورستر         | سلوفاكيا           | DNS            |                |
|                    | 8                  | ليزا ماير               | ألمانيا            | DNS            |                |
|                    | 2                  | جينيفر مونتاغ           | ألمانيا            | DNS            |                |
| اتجاه وسرعة الرياح | اتجاه وسرعة الرياح | اتجاه وسرعة الرياح      | اتجاه وسرعة الرياح | +0.2 متر/ثانية | +0.2 متر/ثانية |

### النهائي
| المركز             | المسار             | الرياضية               | البلد              | الوقت          | ملاحظة         |
| ------------------ | ------------------ | ---------------------- | ------------------ | -------------- | -------------- |
| الأول              | 4                  | دينا آشر سميث          | بريطانيا العظمى    | 10.99          |                |
| الثاني             | 6                  | إيفا سوبودا            | بولندا             | 11.03          |                |
| الثالث             | 5                  | زينب دوسو              | إيطاليا            | 11.03          |                |
| 4                  | 7                  | باتريسيا فان دير فيكين | لوكسمبورغ          | 11.04          |                |
| 5                  | 8                  | جينا لوكنكيمبر         | ألمانيا            | 11.07          |                |
| 6                  | 3                  | جيميما جوزيف           | فرنسا              | 11.08          |                |
| 7                  | 2                  | إيمي هانت              | بريطانيا العظمى    | 11.15          |                |
| 8                  | 9                  | موجينغا كامبوندجي      | سويسرا             | 11.15          |                |
| اتجاه وسرعة الرياح | اتجاه وسرعة الرياح | اتجاه وسرعة الرياح     | اتجاه وسرعة الرياح | +0.7 متر/ثانية | +0.7 متر/ثانية |